# Phan Tấn Tài (chính khách)
Phan Tấn Tài (sinh 1942-2019) là một chính khách Việt Nam. Ông từng giữ chức Chủ tịch Hội đồng nhân dân tỉnh Vĩnh Long, đại biểu Quốc hội Việt Nam khóa X, thuộc đoàn đại biểu Vĩnh Long.